# Carta astral
La carta astral, también llamada, mapa natal, radix, o natividad, es una pseudociencia que aduce la capacidad de determinar rasgos en la personalidad de una persona basado en las posiciones de los astros al nacer. Para ello, se crea un diagrama usado por los astrólogos que representa, desde una perspectiva qué usa la tierra como centro, las posiciones planetarias en signos y las casas astrológicas que ocuparon en determinado lugar (latitud y longitud) y tiempo (hora sidérea local) en relación con la fecha de nacimiento  de cada persona, con la finalidad de realizar, bajo un cierto número de técnicas, pseudointerpretaciones psicológicas (basadas en el Efecto Forer) o incluso predecir el futuro del consultante. Establece arbitrariamente doce signos zodiacales de igual duración, pese a que el Sol, desde la perspectiva geocéntrica, pasa por trece de las constelaciones occidentales (se le niega valor a las constelaciones de otras culturas) y con una duración dispar. En rigor, no hay un consenso entre astrólogos sobre una única forma de trasladar la información de los astros a la vida de las personas, por lo que las predicciones de distintos astrólogos pueden contradecirse mutuamente. Presupone un nivel de fatalismo, por el cual una persona no podría librarse de sus rasgos psicológicos o de ciertas tendencias futuras. Al contrario, la psicología moderna considera la personalidad como algo dinámico. También asume, sin proveer demostración más que anecdótica, que dos personas nacidas bajo las mismas influencias, tendrán rasgos comunes entre sí.

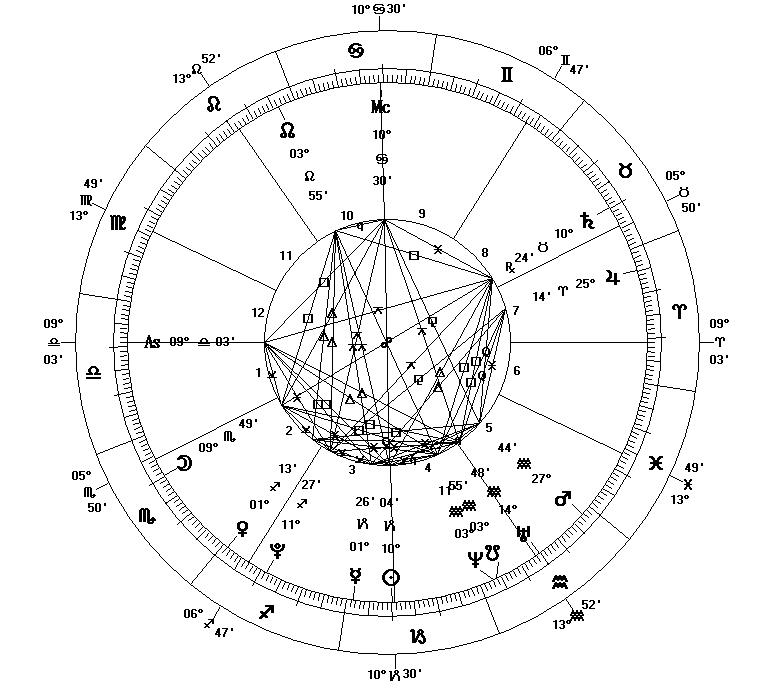
Imagen 1: Carta Astral de Reis.

## Componentes de la carta astral
El diagrama de la carta astral está diseñado bajo la forma de anillos concéntricos divididos en 12 sectores de 30° de amplitud cada uno, que mediante la identificación de elementos y sus relaciones, permiten valorar las situaciones preponderantes en la vida tanto presente como futura del consultante. Estos elementos son:

### Los signos zodiacales
Se basa en la división de la Eclíptica en doce sectores de 30° cada uno. Cada sector cuenta con un significado simbólico basado en el concepto del ciclo y en la posición relativa de cada uno dentro del periodo de traslación de la tierra.
Los nombres de los signos del zodiaco corresponden a los mismos usados  para designar las 12 constelaciones de la eclíptica, pero que no necesariamente guardan relación con estos, debido a los cambios producidos en el eje terrestre, producto de la  Precesión de los equinoccios, y la Nutacion.
Los astrólogos consideran que los signos zodiacales representan el ropaje psicológico que adquieren los planetas por su presencia en ellos. Cada signo tiene unas características o energía dependiendo de la posición de su sector en la eclíptica e históricamente han sido agrupados y clasificados en elementos o energías.
Los signos se clasifican en primer lugar, tomados de dos en dos, en Positivos y Negativos comenzando por Aries, que es positivo, se van alternando. Básicamente, a los positivos se les atribuye extroversión y acción, mientras que a los negativos se les atribuye introversión y pasividad. También se denominan masculinos (los primeros) y femeninos (los segundos).
Si los agrupamos de tres en tres, tendremos las Triplicidades, en las que cada signo está representado por un elemento: fuego, tierra, aire o agua.

Los símbolos de los signos.

Tomados de cuatro en cuatro, tenemos las Cuadruplicidades o cualidades. Según estas, los signos pueden ser: cardinales, fijos o mutables.
Los signos
1. Aries simboliza el renacimiento y su símbolo representa los cuernos de un carnero.
2. Tauro simboliza la consolidación y su símbolo representa la cabeza de un toro con sus cuernos.
3. Géminis simboliza la conciencia concreta y su símbolo representa las estrellas Cástor y Pólux.
4. Cáncer simboliza la familia y su símbolo representa un cangrejo.
5. Leo simboliza la fuerza de la vida y su símbolo representa la melena del León
6. Virgo simboliza el servicio y el trabajo y su símbolo representa la cosecha.
7. Libra simboliza el equilibrio y la armonía y su símbolo representa la balanza.
8. Escorpio simboliza la pasión y su símbolo representa al escorpión.
9. Sagitario simboliza la conciencia superior y su símbolo representa la flecha del arquero.
10. Capricornio simboliza la sabiduría y su símbolo representa la montaña.
11. Acuario simboliza la revolución y su símbolo representa el jarrón de los vientos.
12. Piscis simboliza la disolución y su símbolo representa dos peces.

### Los planetas
Los planetas en la astrología son los actores principales dentro del tema de la carta astral, y es necesario advertir que la palabra planeta, en astrología, no tiene el mismo significado que en astronomía. Para los astrólogos la denominación planeta incluye, desde los planetas astronómicos conocidos en el sistema solar (Mercurio, Venus, Tierra, Marte, Júpiter, Saturno, Urano y Neptuno) hasta los que por convenciones astronómicas ya no poseen esta definición (Ceres y Plutón), La astrología también incluye una serie de objetos menores como asteroides (Palas, Vesta, Juno) y cometas (Quirón) que junto con los mayores El Sol y La Luna (llamados luminarias) refuerzan la posible interpretación del tema natal.

Símbolos de los planetas.

En astrología cada planeta tiene varios significados, dependiendo del área existencial que se enfoque. Los significados son los que siguen:
1. El sol simboliza la esencia, la personalidad y la forma como enfrentan el mundo.
2. La luna simboliza la familia, la estabilidad emocional y la imaginación.
3. Mercurio la mente racional, la inteligencia y la forma de comunicar.
4. Venus la belleza, las relaciones y la feminidad.
5. Marte la fuerza, la energía y la masculinidad.
6. Ceres la nutrición y el renacimiento.
7. Júpiter el poder, el temperamento, la expansión de la sabiduría y la comprensión.
8. Saturno la ley, la restricción, la paternidad y la disciplina.
9. Urano lo original, la revolución o el cambio.
10. Neptuno la intuición, la disolución y la parte espiritual.
11. Plutón la capacidad de transformación o regeneración.

Las dignidades
Dependiendo de su emplazamiento en los signos zodiacales, los planetas tienen una serie de afinidades o vinculaciones específicas que son contempladas bajo términos cualitativos y son básicas a la hora de realizar la interpretación de la carta natal. Son, entre otras, la regencia, la exaltación, el detrimento y la caída.

### Las casas
Las casas astrológicas son divisiones que se realizan del espacio angular existente entre las líneas del Meridiano local y del Horizonte, tanto sobre el cielo (semimeridiano superior) como bajo la Tierra (semimeridiano inferior). De la intersección de estos ángulos o ejes, resultan cuatro espacios: Horizonte Este, parte visible y parte invisible y Horizonte Oeste, visible e invisible. Cada uno de estos cuatro espacios se subdivide, generalmente, en tres partes, dependiendo del sistema de casas usado, con lo cual se obtienen doce casas. Históricamente ha habido muchos cambios en el sistema de cálculo y se conocen hasta veinte sistemas de división de casas.
La casa comienza en la llamada cúspide (o grado inicial) y se extiende por un sector circular variable hasta la siguiente cúspide.
No todas las casas se consideran igualmente importantes, ya que algunas lo son especialmente, éstas son las 4 casas angulares (las casas asociadas a los signos cardinales) :
- - La cúspide de la Casa I (o Ascendente), que astronómicamente es el Horizonte Este es un elemento de la carta natal (o Punto sensible) de especial estudio por los astrólogos, ya que determina el planeta regente o gobernador del tema natal, y obviamente también simboliza el ego.
  - La Casa VII, que es el punto opuesto a la Casa I (Descendente).
  - La Casa X (Mediocielo o Medium Coeli), que astronómicamente equivale al cenit en el Meridiano local.
  - La Casa IV, punto opuesto de la Casa X, equivale al nadir en el semimeridiano inferior.

### Los aspectos
Los aspectos son las distancias angulares que existen entre dos o más planetas. Indican cómo se relacionan diferentes facetas de nuestra vida de acuerdo a los planetas implicados, así como los signos y casas relacionados con dichos planetas.
Existen aspectos mayores, que son los que resultan de dividir el círculo entre 1 (conjunción), entre 2 (oposición), entre 3 (trígono) y entre 4 (cuadratura). Los aspectos menores son los que resultan de dividir el círculo entre 5 (quintil), entre 6 (sextil), etc.
Los aspectos mayores son los más importantes.
Aspectos mayores:
- Conjunción 0º: Unión de fuerzas y cualidades.
- Oposición 180º: Dos extremos de nuestra vida en los que hemos de alcanzar el equilibrio.
- Trígono 120º: Armonía entre las facetas de nuestra vida relacionadas con los planetas implicados en este aspecto.
- Cuadratura 90º: Tensión entre los apartados de nuestra vida relacionados con los planetas implicados. Hay que realizar una tarea constructiva, tomar una disciplina para que la influencia de ambos planetas trabajen de forma correcta. En todos los casos, implica acción y sucesos relacionados con las áreas que conecta. Asimismo, puede manifestarse en el plano físico.

Si la distancia angular entre dos planetas o entre un planeta y un punto sensible no es exactamente la de un "aspecto", es decir, cuando sobra o falta algún grado, se habla de "orbe", término de origen astronómico. En astrología natal se admite que los planetas siguen aspectados incluso cuando el aspecto no es exacto, esto es el orbe, la cantidad de grados que propician la activación de estos aspectos, aunque se pone un límite admitido, dependiendo del planeta y el aspecto que se haga con el planeta. Hay astrólogos muy estrictos y otros que lo son menos. En astrología predictiva (direcciones y progresiones) se suelen admitir orbes más estrechos o exigentes.
Los aspectos se clasifican en benéficos o armónicos y en maléficos o inarmónicos. La primera nomenclatura es arcaica y actualmente se considera en desuso por la mayoría de los astrólogos. La escuela dominante hoy día aboga por considerar que los aspectos inarmónicos (normalmente los derivados de divisiones pares del círculo) provocan más tensión y obligan a superar pruebas, con lo que el beneficio es mayor, aunque se "sufra" más.

## Cálculo de la carta astral
Para calcular una carta astral es necesario saber con exactitud la fecha (día, mes y año) y la hora (hora y minutos) del nacimiento de la persona o del evento. También es imprescindible conocer la latitud y la longitud del lugar (tanto del nacimiento como del evento). Si no se conoce la hora o el lugar, es imposible establecer la posición exacta de las casas, las cuales son indispensables para conocer, entre otras tantas cosas, el signo ascendente. La posición de los planetas puede calcularse a partir de las efemérides planetarias sin conocer la hora, porque para la mayoría de ellos basta con saber su posición a 0h de Tiempo Universal, que es como modernamente se publican estas.
El objetivo de los cálculos que siguen es encontrar la llamada A.R.M.C o Ascensión Recta del Mediocielo, o cúspide de la Casa X, para poder situar las casas en el mapa natal.
- La hora del evento (nacimiento o cualquier otro) es normalmente Hora Oficial. Hay que restar las horas de adelanto correspondientes (por horario de verano o por ahorro energético).
- Se toma la Hora Sidérea (HS) a 0h de Tiempo Universal de unas efemérides planetarias, para el día, mes y año que interese.
- Se convierte la longitud del lugar en grados, minutos y segundos en tiempo (horas, minutos y segundos) y se suma a la HS. Si la longitud es Este, se restará. Con esto hemos llegado a la HS para medianoche del lugar para el que se quiere levantar el tema natal.
- A este resultado se le suman las horas, minutos y segundos desde las 0h hasta la hora de nacimiento. Con esto obtenemos la HS en el momento del nacimiento o ARMC.
- Teniendo la ARMC (cúspide de la Casa X), ya se pueden calcular el resto de las casas mediante la suma de 180° para obtener las opuestas.
- Se sitúan los planetas.
- Se calculan los grados de diferencia entre los planetas y los puntos sensibles de la carta natal. Los puntos sensibles son los ángulos y los partes arábigos. Si la diferencia de longitud corresponde a un aspecto (+/- un orbe establecido), se identifica esa distancia angular como aspecto.
- Se calculan algunos partes arábigos.

## Rectificación
Si la hora de nacimiento no se puede obtener, o no es precisa, algunos astrólogos tratan de encontrarla mediante una serie de técnicas conocidas como rectificación. Esto se hace generalmente realizando una lista de eventos importantes en la vida de la persona, y calculando a qué hora del nacimiento daría las progresiones más apropiadas y/o los tránsitos para estas fechas. Otro método, a menudo combinado con el anterior, es buscar el Ascendente que parece describir a la persona con mayor precisión - especialmente en lo que se refiere a la apariencia física. Sin embargo, no todos los astrólogos aprueban los sistemas de rectificación, dado que suelen ser técnicas inexactas.

## Horóscopos en público
La validez de los horóscopos que se publican diariamente en la prensa ha sido intensamente debatida por diversos investigadores incluso por aquellos que creen o consideran una influencia planetaria por cada sector.  Basados en el hecho de que esta información (la que es publicada regularmente en medios impresos o virtuales) solo se basan en la posición de los planetas y sus aspectos a cada signo en particular, puede que esto solo sea válido para 1/12 de la población que los lee. Haciendo que la credibilidad de todo el sistema planetario sea puesto en duda por la población en general aumentado la cantidad de objetores por cada información errónea o no consecuente a las expectativas o circunstancias de quienes la leen.

## Críticas
El interés por los horóscopos y el signo zodiacal ha sido muy popular a lo largo de la historia y hoy. Hay muchos seguidores fieles, desde celebridades hasta el público en general. Con tantos creyentes, y tal vez una conexión personal con el horóscopo o el zodíaco, puede ser difícil aceptar que la astrología no se base en evidencia científica y que se trate de una pseudociencia.

### Críticas de la psicología
Las cartas astrales o los signos del zodíaco se utilizan a menudo para predecir los rasgos de personalidad de un individuo. Sin embargo, el uso de cartas astrales para predecir la personalidad no es válido ni  confiable. En un estudio doble ciego que probó la fiabilidad del zodíaco para predecir la personalidad, un astrólogo tuvo que hacer coincidir el signo zodiacal de una persona con su resultado del IPC (Inventario de Personalidad de California). El IPC es un método confiable para determinar la personalidad individual. En un estudio doble ciego, se encontró que los astrólogos no pudieron hacer coincidir correctamente el signo zodiacal con el resultado del IPC más allá de la asignación aleatoria. Esto significa que la astrología no es más que una prueba de azar y no es una forma confiable de predecir la personalidad.
Del mismo modo, el signo zodiacal se puede utilizar para crear horóscopos que predicen los eventos que sucederán en la vida de un individuo. Sin embargo, al igual que usar el signo zodiacal para los rasgos de personalidad, usarlo para horóscopos tampoco es confiable. La predicción de un astrólogo para un horóscopo generalmente no está relacionada con la predicción de otro astrólogo. Sin embargo, muchas personas todavía creen que su horóscopo se alinea perfectamente con los eventos en sus vidas. Hay algunas explicaciones posibles para esto. Los horóscopos tienen una redacción vaga y se basan en actividades cotidianas comunes. Debido a esto, es más fácil para las personas relacionarse con estas afirmaciones y aumentar su creencia de que es una ciencia real. Además, las expectativas de una persona suelen llevarla a sesgar la forma en que percibe la información, por lo que se confirman sus expectativas. En un estudio, los horóscopos de los participantes se emparejaron con los eventos de su día anterior. Cuando a los horóscopos se les presentó el signo zodiacal del participante, otros participantes tuvieron más probabilidades de informar que el horóscopo coincidía con los eventos del día anterior en comparación con cuando su signo zodiacal no estaba presente. Esto hace que los horóscopos parezcan confiables, cuando no son válidos.

### Críticas científicas
Aunque tiene sus defensores, la astrología ha sido rechazada por la comunidad científica. Algunos horóscopos basan sus predicciones en el "movimiento" de las estrellas. Sin embargo, esto es inexacto, ya que las estrellas en realidad no se mueven, sino que parecen moverse porque la Tierra gira sobre su eje y orbita alrededor del Sol. Además, ninguna de las respuestas dadas por la astrología se basa realmente en la ciencia. Según un astrónomo estadounidense, la razón por la que las personas dependen de los horóscopos se explica por un fenómeno psicológico conocido como sesgo de autoselección, que es la tendencia de los seres humanos a buscar interpretaciones o confirmaciones de lo que ya esperan ser cierto. Por lo tanto, la razón por la que la astrología puede parecer que funciona es porque nuestros cerebros están conectados para buscar patrones, incluso cuando ninguno existe. Muchos profesionales de la astrología afirman que la astrología es de hecho una ciencia; sin embargo, a pesar de muchos ensayos y experimentos, la efectividad y la evidencia científica de la astrología aún no se han demostrado. En conclusión, la astrología no tiene ningún mecanismo verificable detrás de ella y los astrólogos no siguen ningún tipo de método científico en su proceso, por lo que no se puede clasificar como ciencia.

### Crítica cristiana
En el Cristianismo, muchos dicen que la gente no debe usar horóscopos ni practicar astrología en general, citando a Deuteronomio 4:19, Deuteronomio 18:10-12 e Isaías 47:13-14 de la Biblia. El evangelista y ministro Billy Graham ha dicho: "Dios hizo las estrellas (así como todo lo demás en el universo), pero pretendía que fueran un testigo de su poder y gloria, no como un medio para guiarnos o predecir el futuro".